# 847
| [ Edytuj tabelę ]          |                                            |
| Król Anglii                | - 839 Ethelwulf 858                        |
| Hrabia Aragonii            | - 844 Galindo I Aznárez 867                |
| Król Asturii               | - 842 Ramiro I 850                         |
| Hrabia Barcelony           | - 844 Sunifred I 848                       |
| Cesarz Bizancjum           | - 842 Michał III Metystes 867              |
| Chan Bułgarii              | - 836 Presjan 852                          |
| Cesarz Chin                | - 846 Tang Xuanzong 859                    |
| Król Franków wschodnich    | - 840 Lotar I 855                          |
| Król Franków zachodnich    | - 843 Karol II Łysy 877                    |
| Cesarz Japonii             | - 833 Ninmyō 850                           |
| Kalif                      | - 842 Al-Wasik 847 - 847 Al-Mutawakkil 861 |
| Król Khmerów               | - 802 Dżajawarman II 850                   |
| Patriarcha Konstantynopola | - 843 Metody I 847 - 847 Ignacy I 858      |
| Król Mercji                | - 840 Berhtwulf 852                        |
| Król Nawarry               | - 824 Inigo Arista 851                     |
| Król Nortumbrii            | - 840 Etelred II 848                       |
| Papież                     | - 844 Sergiusz II 847 - 847 Leon IV 855    |
| Cesarz rzymski             | - 817 Lotar I 855                          |
| Książę Saksonii            | - 844 Ludolf 866                           |
| Król Szkocji               | - 843 Kenneth I 858                        |
| Doża Wenecji               | - 837 Pietro Tradonico 864                 |
| Książę wielkomorawski      | - 846 Rościsław 870                        |

Rok 847 / DCCCXLVII
stulecia: VIII wiek ~
IX wiek ~
X wiek

lata: 837 «
842 «
843 «
844 «
845 «
846 «
847
» 848
» 849
» 850
» 851
» 852
» 857

## Wydarzenia
- 10 kwietnia – Leon IV został papieżem.
- Wydanie Pseudoisidoriana Collectio, dekretów uchodzących za zbiór pretensji prawnych Kościoła; miały one wzmocnić pozycję papieża wobec cesarza.
- Ludwik Niemiecki nadaje komitat Dolnej Panonii słowiańskiemu księciu Pribinie.

## Zmarli
- 27 stycznia – Papież Sergiusz II (ur. ok. 785–795)
- Feidlimid mac Crimhthainn, król, biskup Cashel